# Albertisia ferruginea
Albertisia ferruginea là một loài thực vật có hoa trong họ Biển bức cát. Loài này được (Diels) Forman mô tả khoa học đầu tiên năm 1975.